# Miloš Zeman
Miloš Zeman (tiếng Séc phát âm: [mɪloʃ zɛman]), sinh ngày 28 tháng 9 năm 1944) là một chính trị gia Cộng hòa Séc và là một người Do Thái. Ông được bầu làm Tổng thống thứ ba của Cộng hòa Séc vào năm 2013. Ông là tổng thống được dân bầu cử trực tiếp đầu tiên trong lịch sử Cộng hòa Séc. Trước đây, ông từng là Thủ tướng Chính phủ Cộng hòa Séc từ 1998 đến 2002. Là lãnh đạo của Đảng Dân chủ Xã hội Séc trong những năm 1990, ông đã đưa đảng này thành một trong những chính đảng chính của đất nước. Ông là Chủ tịch Hạ nghị viện Cộng hòa Séc từ 1996 đến 1998.
Cuộc bỏ phiếu ngày 25 tháng 1 năm 2013 đánh dấu lần đầu tiên một Tổng thống Cộng hòa Czech được bầu bằng phổ thông đầu phiếu kể từ khi Tiệp Khắc tách ra thành Slovakia và Cộng hòa Czech vào năm 1993. Trước đây Tổng thống Cộng hòa Séc do Quốc hội Cộng hòa Séc bầu.
Chiến dịch tranh cử của Miloš Zeman kêu gọi các cử tri có thu nhập thấp và lớn tuổi tại những vùng trong nước bị tổn thương vì kinh tế suy thoái.

## Tiểu sử và sự nghiệp chính trị
Zeman sinh ra ở Kolín, cha mẹ ly dị khi ông được hai tuổi và ông được mẹ là giáo viên nuôi dưỡng. Ông học tại một trường trung học ở thị trấn quê hương từ năm 1965, ông tiếp tục nghiên cứu của mình tại Đại học Kinh tế ở Praha, tốt nghiệp vào năm 1969. 
Năm 1968, trong giai đoạn mùa xuân Praha, ông trở thành đảng viên Đảng Cộng sản Tiệp Khắc, nhưng bị khai trừ năm 1970, do ông không đồng ý với khối Hiệp ước Warsaw tấn công Tiệp Khắc. Ông bị thôi việc và giành hơn một thập kỷ làm nhân viên của tổ chức thể thao Sportpropag (1971-84). Từ năm 1984, ông đã làm ở công ty Agrodat, tuy nhiên ông bị sa thải một lần nữa vào năm 1989, lần này do ông có bài viết phê phát "Prognostika a přestavba" (Dự báo và Tái xây dựng).
Trong cuộc bầu cử tổng thống năm 2013, vị cựu Thủ tướng khuynh tả chiếm được 55% số phiếu trong cuộc bầu cử vòng hai chống lại Bộ trưởng ngoại giao bảo thủ Karel Schwarzenberg. Ông Zeman sẽ thay thế Tổng thống Václav Klaus vào tháng 3 năm 2013.

## Tranh cãi
Tại Cộng hòa Séc, chức vụ Tống thống gần như chỉ đóng vai trò nghi thức, nhưng ông Zeman - vị tổng thống đầu tiên được bầu trực tiếp - lại bộc lộ thẳng thắn quan điểm của mình trong cả các vấn đề đối nội và đối ngoại từ khi ông đảm nhiệm chức vụ này hồi năm 2013.
Vào tháng 5 năm 2013, Zeman từ chối công nhận bằng giáo sư cho nhà sử gia văn học Martin Putna, chỉ vì ông ta đã xuất hiện một cách khiêu khích tại Praha Diễu hành đồng tính 2011.
Trong khi phần lớn các nhà lãnh đạo châu Âu đang tẩy chay lễ kỷ niệm 70 năm kết thúc Chiến tranh thế giới thứ hai sẽ được tổ chức tại Moskva vào tháng 5 tới, do vai trò của nước này trong cuộc khủng hoảng Ukraine, Tổng thống Cộng hòa Séc Milos Zeman, người thường xuyên chọn lối đi lệch khỏi đường hướng của Liên minh Châu Âu, đã tuyên bố ông sẽ đến dự lễ kỷ niệm này. Sau khi đại sứ Mỹ tại Cộng hòa Séc Andrew Schapiro đã phát biểu trên truyền hình rằng việc Tổng thống Cộng hòa Séc là lãnh đạo châu Âu duy nhất có mặt tại đó sẽ là "một điều kỳ cục", Tống thống Cộng hòa Séc đã tuyên bố cấm ông Andrew Schapiro vào lâu đài Prague, dinh thự của Tổng thống Cộng hòa Séc.